# Tumore del fegato
Il tumore del fegato o tumore epatico (dal greco Hepar, che significa fegato) è una neoplasia che ha origine nel fegato. I tumori del fegato vengono generalmente diagnosticati grazie ad apparecchiature di imaging biomedico (spesso per caso) o si presentano con sintomi quali una massa addominale, dolore addominale, ittero, nausea o disfunzione epatica. Il tipo più frequente è il carcinoma epatocellulare.
La causa principale è la cirrosi a seguito di epatite B, epatite C o alcolismo. Si conta che l'epatite B sia responsabile di 300 000 morti, l'epatite C di 343 000 morti e l'alcol di 92 000 morti per tumore del fegato. I tumori del fegato sono diversi dalle metastasi epatiche che, invece di avere origine nel fegato, provengono da altre parti del corpo e si diffondono nel parenchima epatico. I tumori epatici colpiscono sia il fegato stesso o le strutture all'interno di esso, compresi vasi sanguigni o dotti biliari.
Il tumore al fegato primario è il sesto tumore più frequente a livello mondiale e la seconda causa di morte per neoplasia. Nel 2012 si sono registrati 782 000 casi e 746 000 decessi. I tassi più elevati si sono registrati dove l'epatite B e C sono più comuni, come nell'asia orientale e nell'Africa sub-sahariana. I tassi di sopravvivenza a cinque anni sono, negli Stati Uniti, del 17%.

## Classificazione
Il tumore del fegato più frequente, e che rappresenta circa il 75% di tutte le neoplasie epatiche primarie, è il carcinoma epatocellulare (HCC). L'HCC è un tumore che ha origine dalle cellule del fegato, note come epatociti, che in seguito a mutazione genetica diventano maligne. Un altro tipo di tumore, sempre con origine gli epatociti, è l'epatoblastoma, che è specificamente formato da cellule epatiche immature. Si tratta di un raro tumore maligno che si sviluppa soprattutto nei bambini e rappresenta circa l'1% di tutti i tumori dell'età pediatrica e il 79% dei tutti i tumori primari del fegato in pazienti di età inferiore a 15 anni. La maggior parte degli epatoblastomi si forma nel lobo destro.
Il tumore epatico può anche formarsi a partire da altre strutture all'interno del fegato, come il dotto biliare, i vasi sanguigni e le cellule immunitarie. I tumori del dotto biliare (colangiocarcinoma e cistoadenocarcinoma) rappresentano circa il 6% dei tumori epatici primari. Vi è anche una variante dell'HCC che consiste nella presenza concomitante di HCC e colangiocarcinoma. I tumori dei vasi sanguigni (angiosarcoma e emangioendotelioma, sarcoma embrionale e fibrosarcoma) hanno origine da un tipo di tessuto connettivo noto come mesenchima. I tumori con origine il tessuto muscolare epatico sono il leiomiosarcoma e il rabdomiosarcoma. Altri tumori del fegato meno comuni includono il carcinosarcoma, i teratomi, i tumori carcinoidi e i linfomi. I linfomi di solito presentano una infiltrazione diffusa del fegato ma, in rari casi, possono anche costituire una massa epatica.
Molti tumori che vengono trovati nel fegato in realtà non sono veri tumori epatici ma hanno origine in altre parti del corpo che poi si sono diffusi al fegato (processo noto come metastasi). Spesso, l'anatomia di origine è il tratto gastrointestinale, ma può essere anche la metastizzazione del tumore alla mammella, del tumore ovarico, del tumore al polmone e della prostata.

## Cause

### Infezione virale

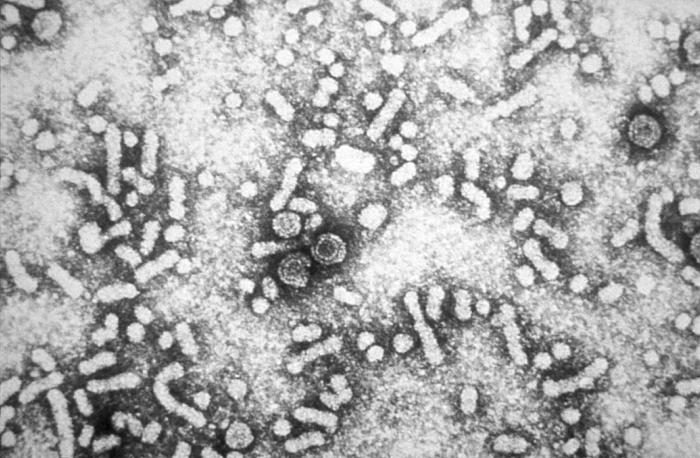
Micrografia che mostra dei virus dell'epatite B.

Nel mondo odierno, la principale causa del tumore epatico è l'infezione da virus dell'epatite C (HCV) o dell'epatite B (HBV) che rappresenta, per eziologia, l'80% dei casi. I virus sono responsabili del tumore poiché danno origine ad una infiammazione massiva, alla conseguente fibrosi e all'eventuale cirrosi che si verifica all'interno del fegato. Il tumore, solitamente, insorge in seguito alla cirrosi, con un'incidenza annuale dell'1,7% nei soggetti cirrotici con infezione da HCV. Tra il circa 5% e 10% degli individui con infezione da HBV diventa portatore cronico e circa il 30% di questi va incontro alla malattia epatica cronica, che può portare a sviluppare un tumore. L'infezione da HBV è correlato anche al colangiocarcinoma. Il ruolo dei virus diversi dall'HCV o dall'HBV nel tumore al fegato è molto meno evidente, anche se vi è qualche evidenza che la co-infezione da HBV e il virus dell'epatite D possano aumentare il rischio di neoplasisa.
In seguito all'infezione da HCV e HBV si verificano molti cambiamenti genetici ed epigenetici nelle cellule del fegato e questo è un fattore importate nello sviluppo dei tumori epatici. I virus inducono variazioni maligne nelle cellule alterando la metilazione del DNA e ciò compromette la corretta espressione genica e la trasduzione del segnale. In questo modo, i virus possono impedire alle cellule di andare incontro alla morte cellulare programmata (apoptosi) al fine di promuovere la replicazione virale e la persistenza.

### Cirrosi

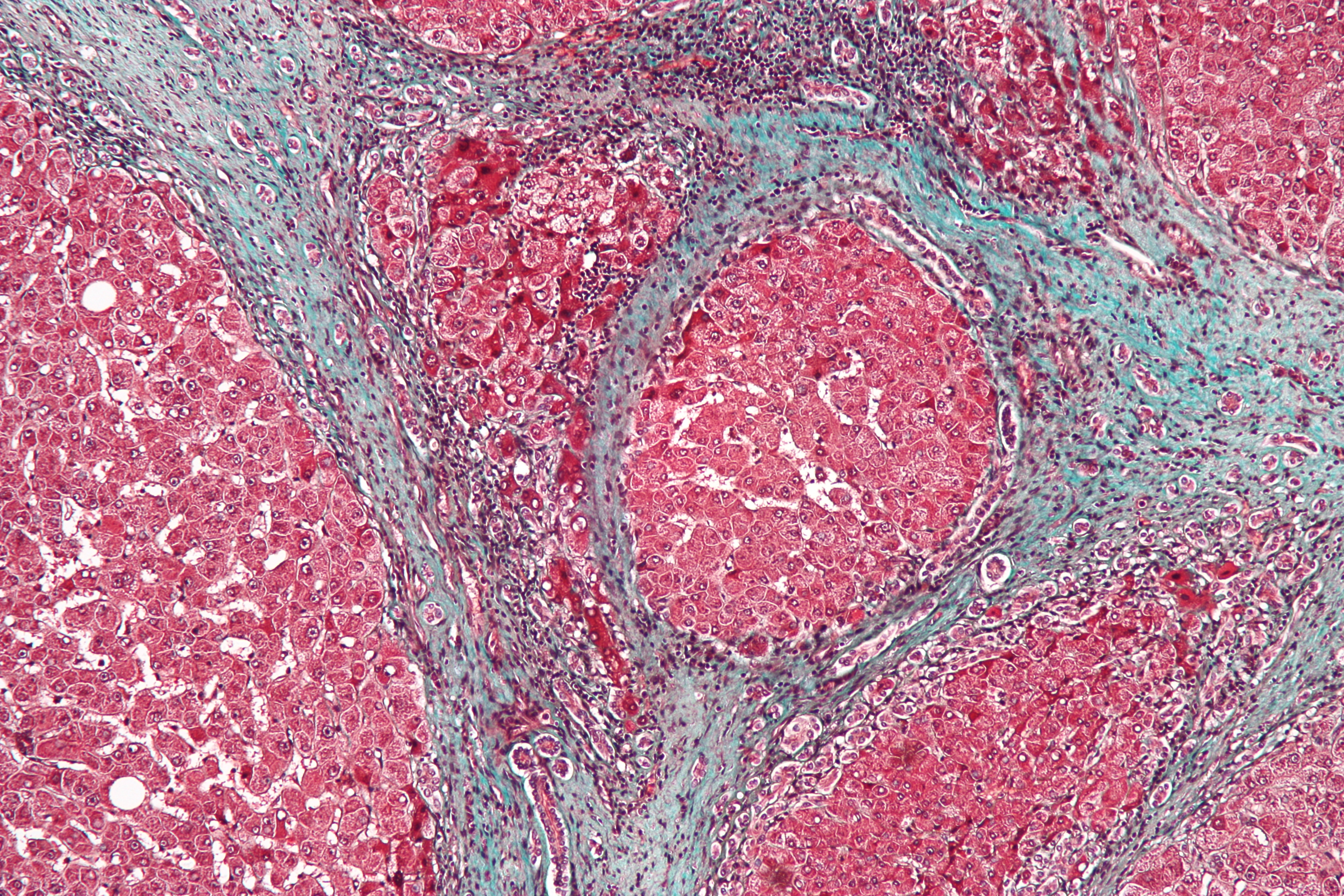
Immagine istologica con colorazione tricromica che mostra un tipico quadro di cirrosi del fegato.

Oltre a cirrosi virus legati sopra descritto, altre cause di cirrosi possono portare a HCC. L'assunzione di alcool correlata con il rischio di HCC, e il rischio è molto maggiore nei soggetti con un fegato cirrotico alcol-indotta. Ci sono alcuni disturbi che sono noti causare cirrosi e portano al cancro, tra cui emocromatosi ereditaria e la cirrosi biliare primaria.

### Aflatossina
L'esposizione all'aflatossina può portare allo sviluppo di tumore epatico. Le aflatossine sono un gruppo di sostanze chimiche prodotte dal fungo Aspergillus flavus e Aspergillus parasiticus. La contaminazione alimentare da funghi conduce all'ingestione di sostanze chimiche che sono molto tossiche per il fegato. Alimenti comuni contaminati con le tossine sono i cereali, le arachidi e le altre verdure. La contaminazione degli alimenti è comune in Africa, nel Sud-Est asiatico e in Cina. La concomitante infezione da HBV e l'esposizione alle aflatossine aumenta il rischio di tumore rispetto a coloro che presentano indipendentemente le condizioni. Il meccanismo con cui l'aflatossina causa il tumore è attraverso la mutazione genetica di un gene necessario per la prevenzione del cancro: il P53.

### Altre possibili cause negli adulti
- Noduli displastici ad alto grado, sono lesioni precancerose del fegato. Entro 2 anni, vi è un rischio del 30-40% di sviluppare un tumore derivante da tali noduli.[17]
- Si ritiene che l'obesità sia un importante fattore di rischio in quanto può portare a steatoepatite.[10][16]
- Il diabete aumenta il rischio di tumore del fegato.[16]
- Il fumo aumenta il rischio di HCC rispetto ai non fumatori e ai fumatori che hanno smesso.[16]
- Vi è di circa il 5-10% del rischio di incorrere in un colangiocarcinoma, durante la propria vita, nei pazienti con colangite sclerosante primitiva.[18]
- La fascioliasi aumenta il rischio di colangiocarcinoma ed è il motivo perché la Thailandia presenti tassi particolarmente alti di questo tipo di tumore.[19]

### Fattori di rischio nei bambini
L'aumento del rischio di tumore del fegato nei bambini, può essere causato dalla sindrome di Beckwith-Wiedemann, dalla poliposi adenomatosa familiare, basso peso alla nascita, colestasi familiare intraepatica progressiva e trisomia 18. Tutte condizioni associate con epatoblastoma.

## Segni e sintomi
Poiché "tumore del fegato" è un termine generico che racchiude molti tipi di tumore, i segni e i sintomi dipendono dal tipo di neoplasia effettivamente presente. Il colangiocarcinoma è associato a sudorazione, ittero, dolore addominale, perdita di peso e epatomegalia, mentre il carcinoma epatocellulare alla presenza di una massa addominale, al dolore addominale, al vomito, all'anemia, al mal di schiena, all'ittero, al prurito, alla perdita di peso e alla febbre.

## Diagnosi
Molte tecniche di imaging biomedico sono disponibili per aiutare nella diagnosi del tumore primario del fegato. Nei casi di sospetto HCC questi esami includono l'ecografia, la tomografia computerizzata (TC) e la risonanza magnetica (RM). Quando per mezzo dell'ecografia si riscontra una massa nel fegato superiore ai 2 cm, vi sono oltre il 95% di probabilità che essa sia un carcinoma epatocellulare. La maggior parte dei colangiocarcinomi si verifica nella regione ilare del fegato e spesso si presentano come una ostruzione del dotto biliare. Per indagare sull'ostruzione possono essere utilizzate la colangio-pancreatografia endoscopica retrograda (ERCP), l'ecografia, la TC, la risonanza magnetica e la risonanza magnetica colangiopancreatografica (CPRM).
La ricerca dei marcatori tumorali, ovvero i prodotti chimici a volte presenti nel sangue delle persone con un tumore, può essere utile nella diagnosi e nel monitoraggio del decorso della malattia. Alti livelli di alfa-fetoproteina (AFP) nel sangue possono essere riscontrati in molti casi di HCC e colangiocarcinoma intraepatico. Il colangiocarcinoma può essere rilevato anche grazie a questi marker tumorali: l'antigene carboidrato 19-9 (CA 19-9), l'antigene carcino-embrionale (CEA) e l'antigene del cancro 125 (CA125). Questi marcatori tumorali si trovano nei tumori primari del fegato, così come in altri tumori e in alcune altre condizioni mediche.
Secondo uno studio condotto dall'AIRC, un soggetto con un fegato grasso e basso colesterolo Hdl associato a un aumentato girovita ha un rischio aumentato di sviluppare l'epatocarcinoma entro i successivi 5 anni. Il girovita è anche un biomarcatore del livello di infiammazione dell'organismo.
La termoablazione con microonde guidata da risonanza magnetica è una metodica mininvasiva per la rimozione di alcuni tipi di tumore.